# Негрилэ, Николае
Николае Негрилэ (рум. Nicolae Negrilă; род. 23 июля 1954, Джигера, Долж) — румынский футболист, защитник. Выступал за сборную Румынии. Участник чемпионата Европы 1984 года. Провёл более 350 матчей в чемпионате Румынии.

## Клубная карьера
Родился 23 июля 1954 года в селе Джигера на юге Румынии. Воспитанник «Университати» из Крайовы. В чемпионате Румынии за «Университатю» дебютировал 19 июня 1974 года в матче с «Петролулом» (0:0). Вместе с командой трижды побеждал в румынском чемпионате и четыре раза становился обладателем национального кубка. Провел 46 матчей и забил 1 гол в еврокубках. В кампании сезона 1982/83 его гол в ворота немецкого «Кайзерслаутерна» впервые вывел команду в полуфинала Кубка УЕФА.
Всего за «Университатю» играл на протяжении 15 сезонов и провёл в чемпионате Румынии 352 матча и забил 15 голов.
Завершил карьеру в сезоне 1988/89, выступая за клуб «Жиул» во второй румынской лиге.

## Карьера в сборной
Выступал за сборные Румынии до 21 и до 23 лет. В национальной сборной Румынии 26-летний Негрилэ дебютировал 27 августа 1980 года в финале Кубка Балан в матче против Югославии (4:1).
Участвовал в чемпионате Европы 1984 года, где провёл одну игру против Португалии. Участвовал в отборочных кампаниях к чемпионатам мира 1982 и 1986 годов. За Румынию Негрилэ выступал до 1987 года, сыграв в общей сложности в 27 матчах и забил 1 гол (в ворота ГДР).

## Тренерская карьера
После завершения карьеры футболиста начал тренерскую деятельность. Руководил такими командами как «Конструкторул Крайова» (1992—1993), «Каракал» (1995—1996, 2005—2006), Гилорт Тыргу Кэрбунести (2002—2003), «Решица» (2003—2004), «Сенако Новачи» (2004—2005).

## Достижения
- Чемпион Румынии (3): 1973/74, 1979/80, 1980/81
- Обладатель Кубка Румынии (4): 1976/77, 1977/78, 1980/81, 1982/83

## Статистика
| Сезон   | Клуб         | Д  | Лига | Лига | Евро | Евро |
| Сезон   | Клуб         | Д  | М    | Г    | М    | Г    |
| ------- | ------------ | -- | ---- | ---- | ---- | ---- |
| 1973/74 | Университатя | Д1 | 1    | 0    |      |      |
| 1974/75 | Университатя | Д1 | 23   | 0    | 1    | 0    |
| 1975/76 | Университатя | Д1 | 29   | 0    | 1    | 0    |
| 1976/77 | Университатя | Д1 | 29   | 2    |      |      |
| 1977/78 | Университатя | Д1 | 27   | 0    | 4    | 0    |
| 1978/79 | Университатя | Д1 | 26   | 0    | 2    | 0    |
| 1979/80 | Университатя | Д1 | 22   | 4    | 6    | 0    |
| 1980/81 | Университатя | Д1 | 23   | 1    | 2    | 0    |
| 1981/82 | Университатя | Д1 | 28   | 1    | 6    | 0    |
| 1982/83 | Университатя | Д1 | 34   | 4    | 9    | 1    |
| 1983/84 | Университатя | Д1 | 25   | 3    | 2    | 0    |
| 1984/85 | Университатя | Д1 | 17   | 0    | 5    | 0    |
| 1985/86 | Университатя | Д1 | 25   | 0    | 3    | 0    |
| 1986/87 | Университатя | Д1 | 17   | 0    | 3    | 0    |
| 1987/88 | Университатя | Д1 | 27   | 0    | 2    | 0    |
| 1988/89 | Жиул         | Д2 | 24   | 0    |      |      |